# 半甲齒龜
半甲齒龜（學名：Odontochelys semitestacea）又譯半殼龜，是種史前烏龜，屬於齒龜科（Odontochelyidae）。化石發現於中华人民共和国貴州省，年代屬於三疊紀，約2億2000萬年前。半甲齒龜的生存年代，早於同為三疊紀晚期，陸生的原頜龜（Proganochelys），是目前已知最古老的烏龜。
半甲齒龜是在2008年由李淳、吳肖春等科學家敘述、命名，學名意為「半個甲殼」+「有齒的烏龜」。目前已發現三個標本，編號分別為IVPP-V-15639、IVPP-V-13240、IVPP-V-15653。

## 體徵

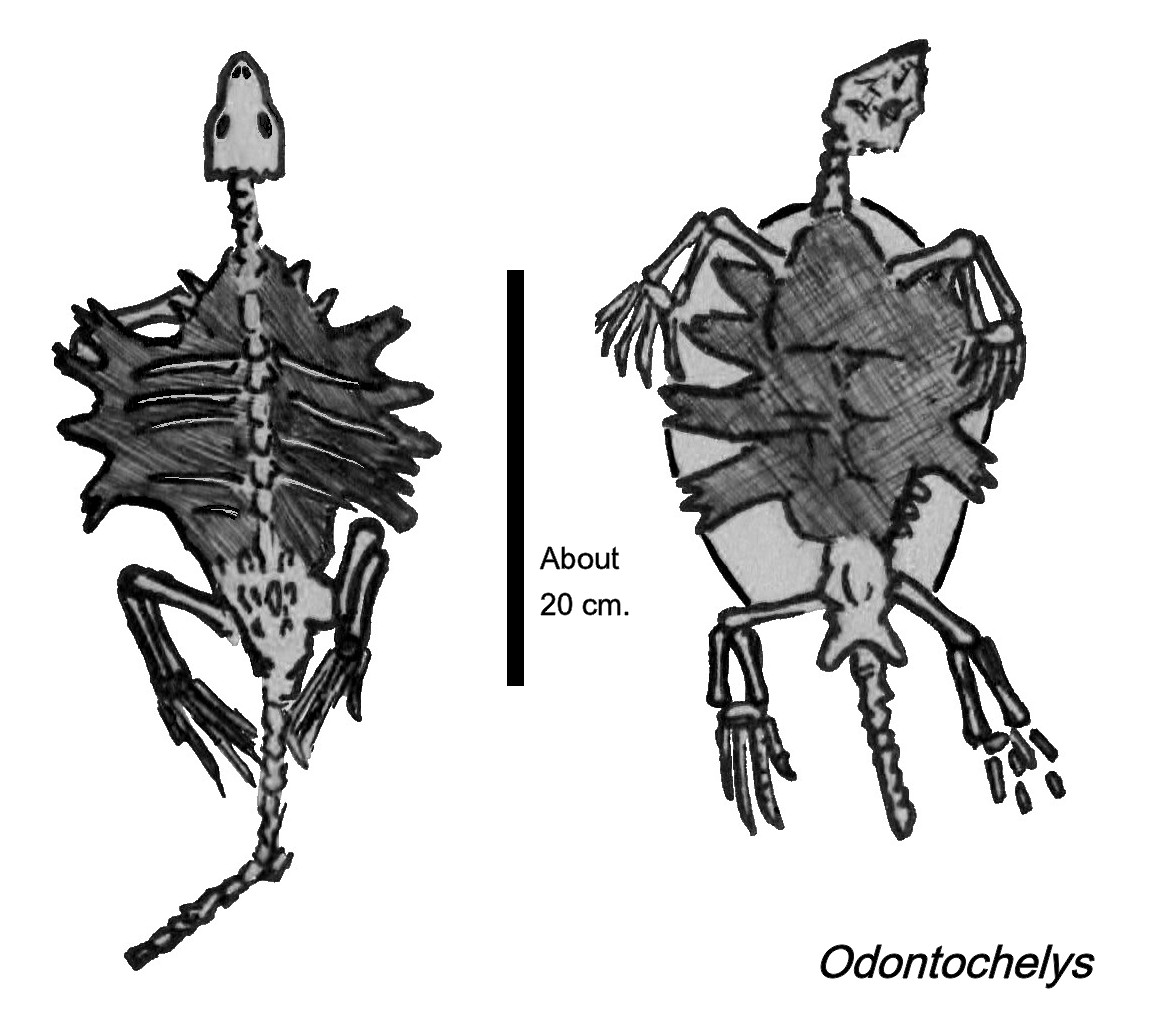
半甲齒龜的骨骼素描圖

半甲齒龜的身長約40公分。半甲齒龜與現代烏龜有許多不同特徵。舉例而言：半甲齒龜的上下頜具有牙齒，而現代烏龜的頜部已演化出角質構成的喙嘴。許多史前烏龜已具有完整的龜殼；但是，半甲齒龜只有腹部具有甲殼，背部無殼。半甲齒龜的肋骨寬廣，類似現代烏龜的胚胎。科學家據此推測，烏龜的腹甲是由腹肋演化而成；而特化的脊椎與加寬的肋骨逐漸連在一起，演化出背甲。
除了嘴部的牙齒、缺乏背甲以外，半甲齒龜還具有許多原始特徵。牠們的脊椎與肋骨的接觸面，不同於後來的烏龜。同時，半甲齒龜的顱骨比例也不同於後來的烏龜，其眼睛之前的部分較長。尾椎的橫突並沒有癒合，與後來的烏龜不同。肩胛骨缺乏肩峰突（Acromion Processes）。科學家根據上述特徵，發現半甲齒龜不僅是已知最古老的烏龜，也是已知最原始的烏龜，牠們可能是種過渡化石。

## 古生態學
半甲齒龜的化石發現於海相沉積層，該地層還發現牙形石、菊石等化石，因此牠們可能是水生爬行動物。由於半甲齒龜只有腹部具有甲殼，科學家也推測最早期的烏龜是水生爬行動物，而腹甲可以防禦腹部遭到其他水生動物攻擊。

## 外部連結
- （英文）中國西南部發現最古老的烏龜化石 - 自然雜誌（页面存档备份，存于）
- （英文）最古老的烏龜被發現，有助於解開龜殼演化的謎題 - 國家地理頻道（页面存档备份，存于）
- （英文）最古老的烏龜只有腹部有龜殼，背部赤裸 - MSNBC（页面存档备份，存于）
- （中文）中國古生物學家發現2.2億年的烏龜化石[永久]
- （中文）最早龜類化石被發現 揭開“龜甲形成之謎”[]